# Nuevitas
Nuevitas är en ort i Kuba.   Den ligger i provinsen Provincia de Camagüey, i den östra delen av landet, 600 km öster om huvudstaden Havanna. Nuevitas ligger 30 meter över havet och antalet invånare är 54 022.
Terrängen runt Nuevitas är mycket platt. Havet är nära Nuevitas åt nordost. Runt Nuevitas är det ganska glesbefolkat, med 24 invånare per kvadratkilometer. Det finns inga andra samhällen i närheten. I omgivningarna runt Nuevitas växer i huvudsak lövfällande lövskog.